# Schönberg (Mecklemburgo-Pomerânia Ocidental)
Schönberg é uma cidade da Alemanha localizada no distrito de Nordwestmecklenburg, estado de Mecklemburgo-Pomerânia Ocidental.
É membro e sede do Amt de Schönberger Land.